# Артамоново (Алтайский край)
Артамоново — посёлок в Шипуновском районе Алтайского края России. Входит в состав Порожненского сельсовета.

## География
Посёлок находится в центральной части Алтайского края, в пределах степной зоны Предалтайской равнины, вблизи истока реки Порожней, на расстоянии примерно 27 километров (по прямой) к западу-северо-западу (WNW) от села Шипуново, административного центра района. Абсолютная высота — 264 метра над уровнем моря.
Климат характеризуется как континентальный. Средние показатели температуры воздуха в зимний период находятся в диапазоне между −15 и −10 °C, летом — в диапазоне между 15 и 20 °C. Количество осадков, выпадающих зимой, в среднем составляет 187 мм, летом — 273 мм.

## Население
| 1997 | 1998 | 1999 | 2000 | 2001 | 2002 | 2003 |
| ---- | ---- | ---- | ---- | ---- | ---- | ---- |
| 168  | ↘167 | ↘163 | ↘157 | ↘151 | ↘149 | ↘147 |
| 2004 | 2005 | 2006 | 2007 | 2008 | 2009 | 2010 |
| ↘146 | →146 | ↘138 | ↘137 | ↗140 | ↘107 | ↗137 |
| 2011 | 2012 | 2013 |      |      |      |      |
| ↘136 | →136 | ↘122 |      |      |      |      |

Согласно результатам переписи 2002 года, в национальной структуре населения русские составляли 97 %.

## Инфраструктура
Функционирует фельдшерско-акушерский пункт (филиал Шипуновской районной больницы).

## Улицы
Уличная сеть посёлка состоит из двух улиц.